# ادوار شعر فارسی از مشروطیت تا سقوط سلطنت
ادوار شعر فارسی از مشروطیت تا سقوط سلطنت کتابی از محمّدرضا شفیعی کدکنی است که در آن نویسنده به نقد و بررسی شعر معاصر فارسی می‌پردازد. این کتاب از جمله منابع اصلی درس ادبیات معاصر در دانشگاه‌های ایران است و در سال ۱۳۹۸ به چاپ دهم رسید. مطالب کتاب حاوی درس‌گفتارهای شفیعی کدکنی در دانشکده ادبیات دانشگاه تهران در سال ۱۳۵۷ است.

## به زبان‌های دیگر
این کتاب به زبان اردو ترجمه و منتشر شده‌است.